# Live from Brixton Academy
Live from Brixton Academy è il primo album dal vivo del gruppo musicale britannico Kasabian, pubblicato il 4 giugno 2005. Fu registrato alla Brixton Academy di Londra il 16 dicembre 2004, il giorno dopo il 24º compleanno del membro della band Sergio Pizzorno. Contiene tutte le tracce del primo album della band (esclusa la strumentale Orange) e 3 brani B-side.

## Tracce
1. I.D. – 6:01
2. Cutt Off – 5:12
3. Reason Is Treason – 5:07
4. Running Battle – 5:05
5. Processed Beats – 3:49
6. 55 – 4:21
7. Test Transmission – 4:40
8. Butcher Blues – 5:10
9. The Nightworkers – 4:44
10. Pan Am Slit Scan – 5:02
11. L.S.F. (Lost Souls Forever) – 6:08
12. U Boat – 2:58
13. Ovary Stripe – 5:29
14. Club Foot – 4:30

## Formazione
- Tom Meighan – voce
- Sergio Pizzorno – voce, chitarra ritmica, sintetizzatore, tastiera in Ovary Stripe, maracas in Processed Beats
- Christopher Karloff – chitarra solista, sintetizzatore
- Chris Edwards – basso
- Ian Matthews – batteria